# Tephrosia foliolosa
Tephrosia foliolosa är en ärtväxtart som först beskrevs av Per Axel Rydberg, och fick sitt nu gällande namn av Lawrence Athelstan Molesworth Riley. Tephrosia foliolosa ingår i släktet Tephrosia och familjen ärtväxter. Inga underarter finns listade i Catalogue of Life.